# Musha (Insel)
Musha (Île Moucha) ist eine kleine Koralleninsel Dschibutis im Golf von Tadjoura. Das Eiland liegt etwa fünfzehn Kilometer nördlich der Hauptstadt von Dschibuti, Dschibuti-Stadt, und gehört zum Hauptstadtbezirk, speziell zum Sechsten Arrondissement (Arrondissement du Plateau), das sich mit der commune Ras-Dika deckt. Zusammen mit nahegelegenen Inseln wie Maskal (anderthalb Kilometer westlich) und Île du Large (700 Meter südlich) bildet Musha die Gruppe der Musha-Inseln.
Die Insel ist vor allem für ihre Mangrovengebiete, ihre vielfältige Unterwasserwelt und Tauchgebiete bekannt. Sie ist als Schutzgebiet ausgewiesen.
Auf der Insel befindet sich der Flugplatz Musha (IATA: MHI, ICAO: HDMO). Im Nordosten steht ein 17 Meter hoher Leuchtturm aus Metallfachwerkbauweise.

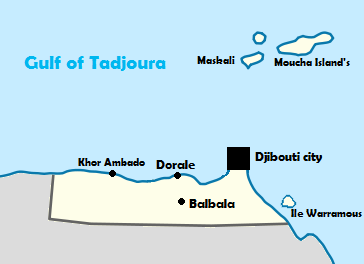
Musha (Moucha auf der Karte) gehört verwaltungsmäßig zum Gebiet der Hauptstadt Dschibuti.

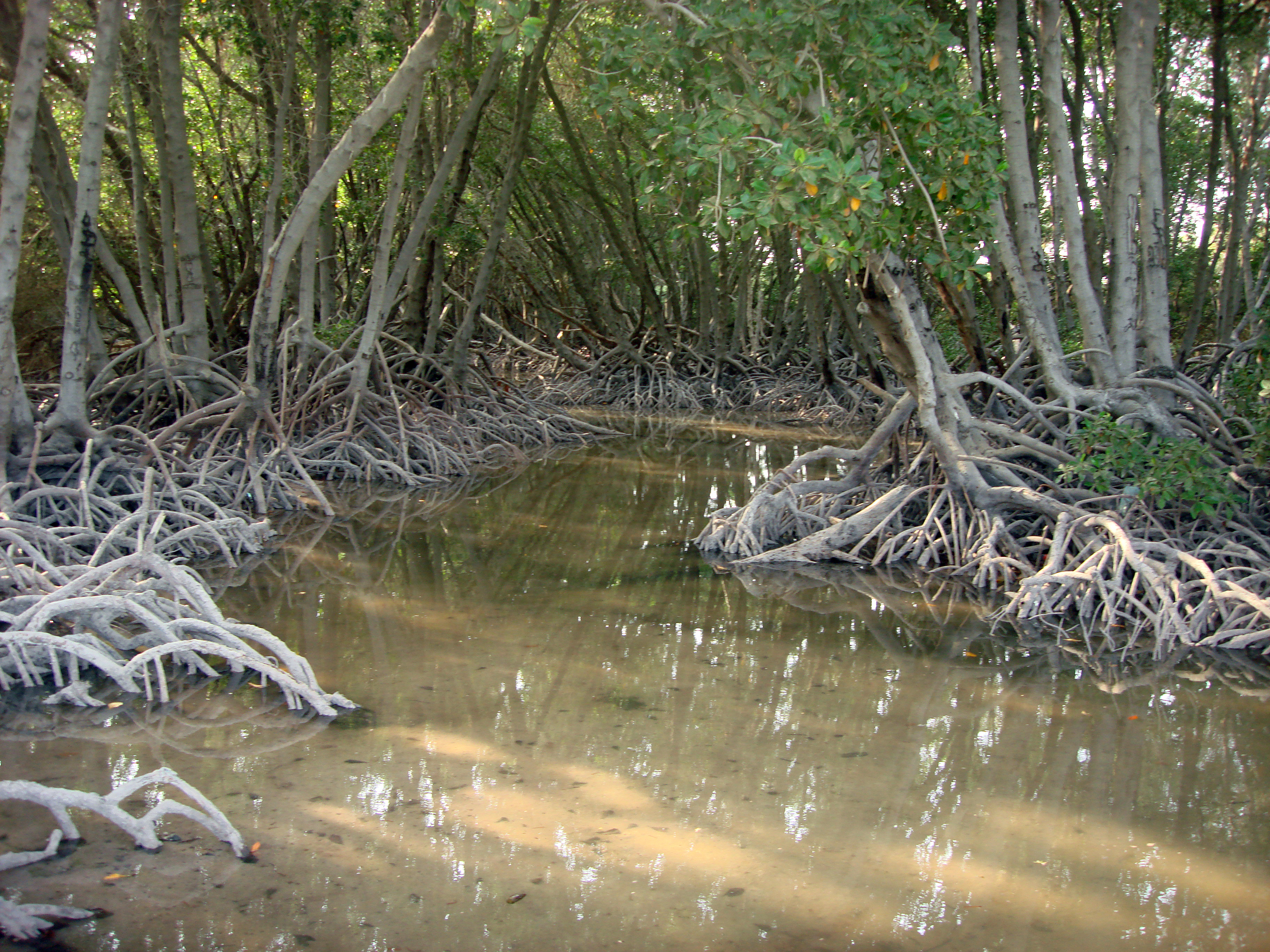
Mangroven auf der Insel Moucha